# Vincitori del Palio di Siena (XVIII secolo)
Di seguito l'elenco dei vincitori del Palio di Siena nel XVIII secolo.
| Anno | Contrada     | Fantino                                                                                    | Cavallo                               | Note |
| --- | ------------ | ------------------------------------------------------------------------------------------ | ------------------------------------- | --- |
| 2 luglio 1701                                                                                              | Oca          | Giuseppe Galardi detto Pelliccino, Pulcino o Pidocchio                                     | Cervio                                | - |
| 16 agosto 1701                                                                                             | Chiocciola   | Giuseppone                                                                                 | Morello di San Martino                | - |
| 2 luglio 1702                                                                                              | Pantera      | Giuseppe Galardi detto Pelliccino, Pulcino o Pidocchio                                     | Naviglio                              | - |
| 2 luglio 1703                                                                                              | Onda         | Giuseppe Galardi detto Pelliccino, Pulcino o Pidocchio                                     | Leprino di Buonconvento               | - |
| 16 agosto 1703                                                                                             | Lupa         | Benedetto Bartaletti detto Stregone                                                        | Capitanello                           | - |
| 2 luglio 1704                                                                                              | Valdimontone | Girolamo Frosini detto Brucia                                                              | Leprino di Castiglioncello            | - |
| 16 agosto 1704                                                                                             | Leocorno     | Lorenzo Crespi detto Marracchino                                                           | Salta la macchia                      | - |
| 2 luglio 1705                                                                                              | Valdimontone | Giovan Battista Pistoi detto Cappellaro                                                    | Balzanello                            | - |
| 2 luglio 1706                                                                                              | Valdimontone | Giuseppe Galardi detto Pelliccino, Pulcino o Pidocchio                                     | Capitanello                           | - |
| 2 luglio 1707                                                                                              | Selva        | Giovan Battista Pistoi detto Cappellaro                                                    | Bufalino                              | - |
| 16 agosto 1707                                                                                             | Oca          | Giovan Battista Pistoi detto Cappellaro                                                    | Bufalino                              | - |
| 2 luglio 1708                                                                                              | Chiocciola   | Niccolaio Luti detto Ignudo                                                                | Grigio della Posta di Siena           | - |
| 2 luglio 1709                                                                                              | Onda         | Pier Maria                                                                                 | Leardo della Posta                    | - |
| 16 agosto 1709                                                                                             | Istrice      | Giovan Maria                                                                               | Stornello di Siena                    | - |
| 2 luglio 1710                                                                                              | Chiocciola   | Niccolaio Luti detto Ignudo                                                                | Leardo castrone                       | - |
| 2 luglio 1711                                                                                              | Bruco        | Giuseppe Galardi detto Pelliccino, Pulcino o Pidocchio                                     | Baio di Pantaneto                     | - |
| 16 agosto 1711                                                                                             | Selva        | Giuseppe Galardi detto Pelliccino, Pulcino o Pidocchio                                     | Stornello                             | - |
| 3 giugno 1712                                                                                              | Chiocciola   | Giuseppe Maria Bartaletti detto Strega                                                     | Baio di Siena                         | Palio straordinario indetto dalla Balìa per la nomina a cardinale di Giovanni Battista Tolomei |
| 2 luglio 1712                                                                                              | Oca          | Giuseppe Maria Bartaletti detto Strega                                                     | ?                                     | - |
| 2 luglio 1713                                                                                              | Chiocciola   | Giovan Battista Papi detto Ruglia                                                          | Baio delle Posta di Siena             | - |
| 16 agosto 1713                                                                                             | Onda Tartuca | Giovan Battista Pistoi detto Cappellaro (Onda) Giovan Battista Papi detto Ruglia (Tartuca) | Barberino (Onda) Montalcino (Tartuca) | Palio vinto a metà fra Onda e Tartuca |
| 2 luglio 1714                                                                                              | Tartuca      | Niccolaio Luti detto Ignudo                                                                | Pizzirullo                            | - |
| 16 agosto 1714                                                                                             | Onda         | Morino I                                                                                   | Morello di Siena                      | - |
| 2 luglio 1715                                                                                              | Selva        | Giovan Battista Pistoi detto Cappellaro                                                    | Bolso                                 | - |
| 16 agosto 1715                                                                                             | Giraffa      | Giovan Battista Pistoi detto Cappellaro                                                    | Bolso                                 | - |
| 2 luglio 1716                                                                                              | Istrice      | Morino I                                                                                   | Montalcino                            | - |
| 2 luglio 1717                                                                                              | Torre        | Giuseppe Maria Bartaletti detto Strega                                                     | Gioia                                 | Palio straordinario per la visita di Violante di Baviera |
| 4 luglio 1717                                                                                              | Drago        | Michele Fedi detto Muletto                                                                 | Baio di Buonconvento                  | Palio ordinario spostato a questa data, perché il 2 si corse il Palio straordinario |
| 2 luglio 1718                                                                                              | Oca          | Giovan Battista Pistoi detto Cappellaro                                                    | Baio di Buonconvento                  | - |
| 17 agosto 1718                                                                                             | Chiocciola   | Morino I                                                                                   | ?                                     | Corso il 17 per pioggia |
| 2 luglio 1719                                                                                              | Aquila       | Giuseppe Maria Bartaletti detto Strega                                                     | Vegliantino                           | - |
| 16 agosto 1719                                                                                             | Chiocciola   | Morino I                                                                                   | Freghino                              | - |
| 2 luglio 1720                                                                                              | Bruco        | Domenico Fulgenzi detto Romano                                                             | Morello del Paci                      | - |
| 2 luglio 1721                                                                                              | Istrice      | Giovan Battista Pistoi detto Cappellaro                                                    | ?                                     | - |
| 1º maggio 1722                                                                                             | Tartuca      | Giuseppe Maria Bartaletti detto Strega                                                     | Belladonna                            | Palio straordinario per la visita dei principi Carlo Alberto, Ferdinando Maria e Giovanni Teodoro di Baviera                                                                                           |
| 2 luglio 1722                                                                                              | Chiocciola   | Giovan Battista Pistoi detto Cappellaro                                                    | Moschino                              | - |
| 2 luglio 1723                                                                                              | Lupa         | Giovanni Cappannini detto Capanna                                                          | Cervio                                | - |
| Il palio del 16 agosto 1723 non fu corso per prevenire disordini                                           |              |                                                                                            |                                       | |
| 2 luglio 1724                                                                                              | Drago        | Domenico Fulgenzi detto Romano                                                             | Colombino                             | - |
| 2 luglio 1725                                                                                              | Tartuca      | Jacomo Mazzini detto Cerrino                                                               | Bellafronte                           | - |
| 2 luglio 1726                                                                                              | Istrice      | Jacomo Mazzini detto Cerrino                                                               | Baio dorato di Siena                  | - |
| 2 luglio 1727                                                                                              | Civetta      | Giovanni Cappannini detto Capanna                                                          | Castrone                              | - |
| 16 agosto 1727                                                                                             | Lupa         | Giovanni Cappannini detto Capanna                                                          | Baio di Siena                         | - |
| 2 luglio 1728                                                                                              | Lupa         | Jacomo Mazzini detto Cerrino                                                               | Morello di Monteroni                  | - |
| 2 luglio 1729                                                                                              | Drago        | Giovanni Cappannini detto Capanna                                                          | Leardo del Parigini                   | - |
| 16 agosto 1729                                                                                             | Valdimontone | Giovanni Cappannini detto Capanna                                                          | Morello della Costaccia               | - |
| 2 luglio 1730                                                                                              | Selva        | Antonio Corgnolini detto Pettinaio                                                         | Rosino                                | - |
| Il palio del 16 agosto 1730 non fu corso a causa del furto delle ostie dalla basilica di San Francesco     |              |                                                                                            |                                       | |
| 2 luglio 1731                                                                                              | Nicchio      | Antonio Corgnolini detto Pettinaio                                                         | Baio dell'Osteria della Scala         | - |
| 16 agosto 1731                                                                                             | Giraffa      | Antonio Corgnolini detto Pettinaio                                                         | Inoscato                              | - |
| 2 luglio 1732                                                                                              | Valdimontone | Giuseppe Pistoi detto Figlio di Cappellaro                                                 | Storno del Parigini                   | - |
| 2 luglio 1733                                                                                              | Tartuca      | Giuseppe Pistoi detto Figlio di Cappellaro                                                 | Morello del Parigini                  | - |
| 17 agosto 1733                                                                                             | Chiocciola   | Antonio Corgnolini detto Pettinaio                                                         | Leardo moscato di Corniolini          | Palio spostato al 17 per un disguido durante la tratta |
| 2 luglio 1734                                                                                              | Nicchio      | Giuseppe Mazzini                                                                           | Stornello di Fantozzi                 | - |
| 2 luglio 1735                                                                                              | Tartuca      | Giuseppe Mazzini                                                                           | Morello di Siena                      | - |
| 2 luglio 1736                                                                                              | Bruco        | Jacomo Mazzini detto Cerrino                                                               | Baio stellato del Mascagni            | - |
| 22 settembre 1737                                                                                          | Selva        | Ceccone                                                                                    | Morello di Buonconvento               | Palio posticipato per la morte del granduca Gian Gastone de' Medici |
| 2 luglio 1738                                                                                              | Drago        | Antonio Corgnolini detto Pettinaio                                                         | Sauro bruciato di Buonconvento        | - |
| 2 aprile 1739                                                                                              | Bruco        | Antonio Corgnolini detto Pettinaio                                                         | ?                                     | Palio straordinario per la visita del granduca di Toscana Francesco I di Lorena |
| 2 luglio 1739                                                                                              | Selva        | Giuseppe Rabazzi detto Carnaccia                                                           | Baio scuro di Buonconvento            | - |
| 2 luglio 1740                                                                                              | Lupa         | Giovanni Rossi detto Ministro                                                              | Baio scuro di Buonconvento            | - |
| 2 luglio 1741                                                                                              | Valdimontone | Santi Pacini detto Boccino                                                                 | Morello del Bambini                   | - |
| 16 agosto 1741                                                                                             | Istrice      | Giovanni Rossi detto Ministro                                                              | Baio del Concialini                   | - |
| 2 luglio 1742                                                                                              | Selva        | Santi Pacini detto Boccino                                                                 | Stornello del Mascagni                | - |
| 2 luglio 1743                                                                                              | Selva        | Domenico Laschi detto Bechino                                                              | Morello sfacciato delle Donzelle      | - |
| 16 agosto 1743                                                                                             | Chiocciola   | Jacomo Mazzini detto Cerrino                                                               | Morello del Baldassarrini             | - |
| 2 luglio 1744                                                                                              | Oca          | Giovanni Rossi detto Ministro                                                              | Morello del Taja                      | - |
| 16 agosto 1744                                                                                             | Pantera      | Domenico Laschi detto Bechino                                                              | Morello del Maddali                   | - |
| 2 luglio 1745                                                                                              | Giraffa      | Domenico Laschi detto Bechino                                                              | Baio del Bonucci                      | - |
| 4 ottobre 1745                                                                                             | Pantera      | Tommaso Masini detto Masino                                                                | Baio scuro della Scala                | Palio straordinario per l'elezione a imperatore del Sacro Romano Impero del granduca di Toscana Francesco III                                                                                          |
| 2 luglio 1746                                                                                              | Valdimontone | Domenico Laschi detto Bechino                                                              | Sauro del Giorgi                      | - |
| 2 luglio 1747                                                                                              | Oca          | Giovanni Rossi detto Ministro                                                              | Stornello del Belleschi               | - |
| 16 agosto 1747                                                                                             | Valdimontone | Giovanni Rossi detto Ministro                                                              | Morello del Bambini                   | - |
| 2 luglio 1748                                                                                              | Nicchio      | Domenico Franceschini detto Bechino II                                                     | Baio dorato del Giorgi                | - |
| 16 agosto 1748                                                                                             | Drago        | Domenico Laschi detto Bechino                                                              | Cavallo del Becarelli                 | - |
| 2 luglio 1749                                                                                              | Aquila       | Giovanni Rossi detto Ministro                                                              | Crigiolato                            | - |
| 16 agosto 1749                                                                                             | Nicchio      | Giovanni Rossi detto Ministro                                                              | Cavallo del Becarelli                 | - |
| 5 luglio 1750                                                                                              | Giraffa      | Domenico Laschi detto Bechino                                                              | Sauro                                 | Fu ordinato che il Palio del 2 luglio venisse corso nella domenica infraottava |
| 17 agosto 1750                                                                                             | Selva        | Francesco Manganelli detto Checchino                                                       | Sauro del Giorgi                      | - |
| 4 luglio 1751                                                                                              | Lupa         | Maremmano                                                                                  | Sauro del Mensani                     | - |
| 2 luglio 1752                                                                                              | Chiocciola   | Domenico Laschi detto Bechino                                                              | Sauro dorato del Chiti                | - |
| 17 agosto 1752                                                                                             | Torre        | Francesco Manganelli detto Checchino                                                       | Falbo del Papi                        | Corso il 17 per pioggia |
| 8 luglio 1753                                                                                              | Aquila       | Antonio Vigni detto Luchino                                                                | Morello del Giannetti                 | Corso l'8 perché domenica |
| 16 agosto 1753                                                                                             | Chiocciola   | Niccolò Sampieri detto Alisè                                                               | ?                                     | - |
| 7 luglio 1754                                                                                              | Selva        | Cristofano Fumi detto Cristofanone                                                         | Morello maltinto del Giannotti        | Corso il 7 perché festivo |
| 6 luglio 1755                                                                                              | Oca          | Antonio da Montepulciano                                                                   | Stornello del Mascagni                | Corso il 6 perché festivo |
| 4 luglio 1756                                                                                              | Tartuca      | Antonio Vigni detto Luchino                                                                | Morello stellato del Vichi            | - |
| 16 agosto 1756                                                                                             | Lupa         | Antonio Giovannetti detto Bastianone                                                       | Sauro delle Donzelle                  | - |
| 3 luglio 1757                                                                                              | Onda         | Antonio Giovannetti detto Bastianone                                                       | Trappolino                            | Corso il 3 perché domenica |
| 16 agosto 1757                                                                                             | Valdimontone | Domenico Franceschini detto Bechino II                                                     | Baio del Nardi                        | - |
| 2 luglio 1758                                                                                              | Oca          | Giacomo Giovannetti detto Bastiancione                                                     | Sauro dorato del Cipriani             | - |
| 16 agosto 1758                                                                                             | Lupa         | Antonio Giovannetti detto Bastianone                                                       | Sauro del Giannotti                   | - |
| 2 luglio 1759                                                                                              | Pantera      | Antonio Vigni detto Luchino                                                                | Baio scuro del Ricci                  | - |
| 16 agosto 1759                                                                                             | Oca          | Mattia Mancini detto Bastiancino                                                           | Sauro dorato del Rossi                | - |
| 7 luglio 1760                                                                                              | Istrice      | Antonio Vigni detto Luchino                                                                | Sauro dorato del Coppi                | - |
| 2 luglio 1761                                                                                              | Civetta      | Domenico Franceschini detto Bechino II                                                     | Sauro dell'oste delle Donzelle        | Cappotto civettino |
| 16 agosto 1761                                                                                             | Civetta      | Mattia Mancini detto Bastiancino                                                           | Sauro dell'oste delle Donzelle        | Cappotto civettino |
| 5 luglio 1762                                                                                              | Torre        | Francesco Manganelli detto Checchino                                                       | Castagno del Ricci                    | - |
| 16 agosto 1762                                                                                             | Oca          | Mattia Mancini detto Bastiancino                                                           | Dorato del Palagi                     | - |
| 2 luglio 1763                                                                                              | Drago        | Francesco Manganelli detto Checchino                                                       | Stornello del Falorsi                 | - |
| 16 agosto 1763                                                                                             | Bruco        | Mattia Mancini detto Bastiancino                                                           | Baio del Falorsi                      | - |
| 2 luglio 1764                                                                                              | Pantera      | Francesco Manganelli detto Checchino                                                       | Stornello del Falorsi                 | - |
| 16 agosto 1764                                                                                             | Torre        | Francesco Manganelli detto Checchino                                                       | Stornello del Falorsi                 | - |
| 2 luglio 1765                                                                                              | Valdimontone | Mattia Mancini detto Bastiancino                                                           | Baio del Mancini                      | - |
| 2 luglio 1766                                                                                              | Istrice      | Mattia Mancini detto Bastiancino                                                           | Morello della Scala                   | - |
| 14 maggio 1767                                                                                             | Torre        | Mattia Mancini detto Bastiancino                                                           | Castagno del Ricci                    | Palio straordinario per la visita di Leopoldo II d'Asburgo-Lorena |
| 2 luglio 1767                                                                                              | Chiocciola   | Mattia Mancini detto Bastiancino                                                           | Baio scuro del Mancini                | - |
| 2 luglio 1768                                                                                              | Istrice      | Giuseppe Butelli detto Giuseppe di Vescovado                                               | Morello del Tendi                     | - |
| 16 agosto 1768                                                                                             | Chiocciola   | Luigi Sucini detto Nacche                                                                  | Falbo del Felloni                     | - |
| 2 luglio 1769                                                                                              | Tartuca      | Luigi Sucini detto Nacche                                                                  | Baio del Mancini                      | - |
| 2 luglio 1770                                                                                              | Aquila       | Giovanni Battista Bianciardi detto Sorba                                                   | Sauro bruciato del Testi              | - |
| 16 agosto 1770                                                                                             | Chiocciola   | Giuseppe Fontanelli detto Castagnino                                                       | Morello del Fontanelli                | - |
| 2 luglio 1771                                                                                              | Chiocciola   | Mattia Mancini detto Bastiancino                                                           | Sauro dorato del Vegni                | - |
| 16 agosto 1771                                                                                             | Drago        | Luigi Sucini detto Nacche                                                                  | Cavazza                               | - |
| 2 luglio 1772                                                                                              | Istrice      | Mattia Mancini detto Bastiancino                                                           | Morello del Picchi                    | - |
| 17 agosto 1772                                                                                             | Chiocciola   | Mattia Mancini detto Bastiancino                                                           | Stornello corvo                       | Corso il 17 perché il 16 era in programma il "Palio alla lunga" |
| 2 luglio 1773                                                                                              | Aquila       | Luigi Sucini detto Nacche                                                                  | Falbo del Gigli                       | - |
| 2 luglio 1774                                                                                              | Oca          | Giuseppe Amaddii detto Batticulo                                                           | Morello del Gambassi                  | - |
| 16 agosto 1774                                                                                             | Valdimontone | Mattia Mancini detto Bastiancino                                                           | Sagginato del Gigli                   | Si stabilizza il Palio di agosto, che diviene regolare |
| 2 luglio 1775                                                                                              | Nicchio      | Bernardino Poggi detto Romeo                                                               | Baio del Santini                      | - |
| 16 agosto 1775                                                                                             | Lupa         | Mattia Mancini detto Bastiancino                                                           | Sauro dell'Amaddii                    | - |
| 2 luglio 1776                                                                                              | Torre        | Giuseppe Amaddii detto Batticulo                                                           | Morello del Gambassi                  | - |
| 16 agosto 1776                                                                                             | Leocorno     | Angelo Giusti detto Ciocio                                                                 | Stornello del Santini                 | - |
| 2 luglio 1777                                                                                              | Valdimontone | Angelo Giusti detto Ciocio                                                                 | Storno del Santini                    | - |
| 16 agosto 1777                                                                                             | Nicchio      | Angelo Giusti detto Ciocio                                                                 | Storno del Santini                    | - |
| 2 luglio 1778                                                                                              | Civetta      | Mattia Mancini detto Bastiancino                                                           | Sauro del Coppi                       | Cappotto civettino |
| 17 agosto 1778                                                                                             | Civetta      | Luigi Sucini detto Nacche                                                                  | Stornello del Cesti                   | Cappotto civettino |
| 2 luglio 1779                                                                                              | Onda         | Mattia Mancini detto Bastiancino                                                           | Stornello del Ricci                   | Cappotto ondaiolo |
| 16 agosto 1779                                                                                             | Onda         | Giuseppe Brecchi detto Brecchino                                                           | Baio del Nepi                         | Cappotto ondaiolo |
| 2 luglio 1780                                                                                              | Civetta      | Beniamino Simoni detto Begnamino                                                           | Stornello del Cesti                   | - |
| 16 agosto 1780                                                                                             | Nicchio      | Luigi Sucini detto Nacche                                                                  | Stornello del Cesti                   | - |
| 2 luglio 1781                                                                                              | Valdimontone | Beniamino Simoni detto Begnamino                                                           | Stornello del Cesti                   | Cappotto montonaiolo |
| 16 agosto 1781                                                                                             | Valdimontone | Orazio Ronchi detto Grillo                                                                 | Baio del Nepi                         | Cappotto montonaiolo |
| 2 luglio 1782                                                                                              | Oca          | Isidoro Bianchini detto Dorino                                                             | Stornello del Valentini               | - |
| 16 agosto 1782                                                                                             | Nicchio      | Luigi Sucini detto Nacche                                                                  | Baio scuro del Gigli                  | - |
| 2 luglio 1783                                                                                              | Torre        | Tommaso Felloni detto Biggéri                                                              | Morello del Nepi                      | - |
| 18 agosto 1783                                                                                             | Onda         | Isidoro Bianchini detto Dorino                                                             | Morello bruciato del Dei              | Palio fatto correre il 18 dall'impresario teatrale Andrea Toti |
| 2 luglio 1784                                                                                              | Onda         | Isidoro Bianchini detto Dorino                                                             | Baio scuro del Bazzani                | - |
| 16 agosto 1784                                                                                             | Torre        | Angelo Giusti detto Ciocio                                                                 | Rosso (scosso)                        | - |
| 2 luglio 1785                                                                                              | Lupa         | Isidoro Bianchini detto Dorino                                                             | Baio dorato del Palagi                | Cappotto lupaiolo |
| 18 agosto 1785                                                                                             | Lupa         | Arcangiolo Pacchiani detto Pacchiano                                                       | Morello del Fanciulli                 | Cappotto lupaiolo |
| 2 luglio 1786                                                                                              | Tartuca      | Isidoro Bianchini detto Dorino                                                             | Morello maltino del Dei               | - |
| 16 agosto 1786                                                                                             | Drago        | Isidoro Bianchini detto Dorino                                                             | Baio bruciato del Nepi                | - |
| 2 luglio 1787                                                                                              | Torre        | Agostino Lippi detto Groppa Secca                                                          | Sauro sfaccettato del Nepi            | Cappotto torraiolo |
| 16 agosto 1787                                                                                             | Torre        | Agostino Lippi detto Groppa Secca                                                          | Baio dorato del Nepi                  | Cappotto torraiolo |
| 2 luglio 1788                                                                                              | Chiocciola   | Tommaso Felloni detto Biggéri                                                              | Baio sfacciato di fronte              | - |
| 18 agosto 1788                                                                                             | Pantera      | Agostino Lippi detto Groppa Secca                                                          | Baio sfacciato del Morichetti         | Corso lunedì 18 per trattenere a Siena i visitatori |
| 2 luglio 1789                                                                                              | Civetta      | Isidoro Bianchini detto Dorino                                                             | Baio del Casini                       | - |
| 18 agosto 1789                                                                                             | Oca          | Arcangiolo Pacchiani detto Pacchiano                                                       | Morello del Baldi                     | Da corrersi il 17 per trattenere a Siena i forestieri. Spostato al 18 per pioggia |
| 2 luglio 1790                                                                                              | Onda         | Isidoro Bianchini detto Dorino                                                             | Baio chiaro del Manetti               | - |
| 16 agosto 1790                                                                                             | Tartuca      | Isidoro Bianchini detto Dorino                                                             | Morello stellato del Bruttini         | - |
| 17 aprile 1791                                                                                             | Valdimontone | Luigi Sucini detto Nacche                                                                  | Baio bruciato del Dei                 | Palio straordinario per la venuta a Siena di Ferdinando III di Toscana e di Ferdinando IV di Napoli con le rispettive consorti, Luisa Maria Amalia di Borbone-Napoli e Maria Carolina d'Asburgo-Lorena |
| 2 luglio 1791                                                                                              | Nicchio      | Angelo Giusti detto Ciocio                                                                 | Morello balzano del Coppi             | - |
| 16 agosto 1791                                                                                             | Bruco        | Isidoro Bianchini detto Dorino                                                             | Baio Chiaro del Baldini               | - |
| 2 luglio 1792                                                                                              | Bruco        | Isidoro Bianchini detto Dorino                                                             | Morello del Fontani                   | - |
| 16 agosto 1792                                                                                             | Valdimontone | Isidoro Bianchini detto Dorino                                                             | Morello del Ricci                     | - |
| 2 luglio 1793                                                                                              | Istrice      | Matteo Marzi detto Mattiaccio                                                              | Falbo sfacciato del Gigli             | - |
| 16 agosto 1793                                                                                             | Oca          | Angelo Giusti detto Ciocio                                                                 | Stornello del Giusti                  | - |
| 3 luglio 1794                                                                                              | Giraffa      | Matteo Marzi detto Mattiaccio                                                              | Baio chiaro del Gigli                 | Non corso il 2 per pioggia |
| 17 agosto 1794                                                                                             | Selva        | Isidoro Bianchini detto Dorino                                                             | Morello del Giusti                    | Corso il 17 perché gli organizzatori preferirono farlo correre in un giorno festivo |
| 2 luglio 1795                                                                                              | Leocorno     | Luigi Menghetti detto Piaccina                                                             | Baio scuro del Bologni                | - |
| 17 agosto 1795                                                                                             | Torre        | Tommaso Felloni detto Biggéri                                                              | Morello del Baldini                   | Corso lunedì 17 per trattenere qualche giorno in più i visitatori a Siena |
| 2 luglio 1796                                                                                              | Aquila       | Tommaso Felloni detto Biggéri                                                              | Morello del Baldini                   | - |
| 16 agosto 1796                                                                                             | Torre        | Tommaso Felloni detto Biggéri                                                              | Morello del Ceccarelli                | - |
| 2 luglio 1797                                                                                              | Tartuca      | Angelo Giusti detto Ciocio                                                                 | Morello maltino del Ceccarelli        | - |
| 16 agosto 1797                                                                                             | Aquila       | Giuseppe Chiarini detto il Gobbo                                                           | Morello del Baldini                   | - |
| Il Palio del 2 luglio 1798 non fu corso a causa del terremoto che colpì Siena nel maggio dello stesso anno |              |                                                                                            |                                       | |
| 16 agosto 1798                                                                                             | Chiocciola   | Angelo Giusti detto Ciocio                                                                 | Morello del Ceccarelli                | - |
| Il Palio del 2 luglio 1799 non fu corso a causa dell'invasione francese di Siena                           |              |                                                                                            |                                       | |
| 16 agosto 1799                                                                                             | Nicchio      | Matteo Marzi detto Mattiaccio                                                              | Baio scuro del Mugnaini               | - |
| 3 luglio 1800                                                                                              | Istrice      | Francesco Sucini detto Polpettino                                                          | Morello del Ricci                     | Non corso il 2 per pioggia |
| 17 agosto 1800                                                                                             | Tartuca      | Francesco Sucini detto Polpettino                                                          | Baio bruciato del Brecchi             | Corso il 17 perché domenica |